# Canarana affinis
Canarana affinis là một loài bọ cánh cứng trong họ Cerambycidae.